# Dodo Marmarosa
Michael "Dodo" Marmarosa (Pittsburgh, Pensilvania, Estados Unidos, 12 de diciembre de 1925–Ibídem, 17 de septiembre de 2002) fue un pianista de jazz, compositor y arreglista estadounidense.
Asentado en la ciudad de Pittsburgh, Pensilvania, Marmarosa se convirtió en músico profesional a una temprana edad y empezó a salir de gira con reconocidos músicos y bandas como Tommy Dorsey, Gene Krupa y Artie Shaw a mediados de la década de 1940. Se trasladó a Los Ángeles en 1945, donde empezó a integrarse a la escena bebop. Durante el tiempo que pasó en la Costa Oeste, grabó música con artistas como Howard McGhee, Charlie Parker y Lester Young, además de liderar sus propias agrupaciones.
Marmarosa regresó a Pittsburgh en 1948 por problemas de salud. La frecuencia de sus presentaciones disminuyó y se convirtió prácticamente en un músico local por casi una década. Amigos y compañeros del músico han comentado que Marmarosa era dueño de un carácter muy inusual. Su estabilidad mental probablemente se vio perjudicada por haber sido brutalmente golpeado hasta quedar en estado de coma en su juventud, por un matrimonio inestable y por un periodo traumático en el ejército. Regresó a la escena musical en la década de 1960, retirándose de los escenarios definitivamente en la década de 1970. Desde ese momento hasta su muerte tres décadas después, vivió con su familia y en un hospital de veteranos.

## Inicios
Marmarosa nació en Pittsburgh, Pensilvania el 12 de diciembre de 1925, hijo de Joseph y Carmella. Tenía dos hermanas llamadas Audrey y Doris, y creció en el barrio East Liberty de Pittsburgh. Marmarosa tomó clases en la escuela secundaria Peabody en su ciudad natal. Recibió el sobrenombre de "Dodo" siendo un niño debido al tamaño de su cabeza, a su corto cuerpo y a su nariz similar a la de un pájaro.
Aunque inicialmente mostró algún interés en tocar la trompeta, sus padres lo convencieron de tomar clases de piano, empezando a tocar el instrumento a los nueve años. Recibió lecciones de música clásica, pero fue influenciado por el jazz de artistas como Art Tatum y Teddy Wilson. Sin embargo, su principal influencia musical fue el pianista Erroll Garner. Marmarosa practicó de manera constante hasta que sus dos manos fueron igualmente ágiles para la ejecución del instrumento.

## Carrera

### 1941–1950
Marmarosa inició su carrera profesional en 1941, uniéndose a la orquesta de Johnny "Scat" Davis con apenas 15 años. En 1942 apareció en un artículo de la revista de jazz Down Beat, en la que se alabó su manera de tocar. Luego de la gira, la orquesta de Davis se separó. Marmarosa se unió entonces a la agrupación de Gene Krupa a finales de 1942. Después de una presentación con Krupa en 1943 en Filadelfia, fue brutalmente golpeado por marineros que lo acusaron de insumisión. A causa de la fuerte golpiza, Dodo entró en estado de coma. De acuerdo al clarinetista Buddy DeFranco, el cual también fue atacado por los marineros, "Dodo no volvió a ser el mismo luego del ataque. Sus lesiones no afectaron su forma de tocar, pero supongo que le crearon problemas psicológicos."
Luego de abandonar la orquesta de Krupa a mediados de 1943, Marmarosa tocó en la banda de Ted Fio Rito por un mes. Ingresó en la banda de Charlie Barnet, donde permaneció desde octubre de 1943 hasta marzo de 1944. Su primera experiencia en el estudio de grabación se dio siendo parte de la banda de Barnet en 1943; con la grabación de "The Moose", una canción descrita por Gunther Schuller como "una verdadera obra maestra". Marmarosa grabó algunas canciones conformando un trío con Krupa y DeFranco en 1944. Entre abril y octubre de ese año tocó junto a Tommy Dorsey, incluyendo una aparición de su orquesta en la película Thrill of a Romance de la compañía MGM. Un biógrafo de Dorsey indicó que el pianista fue despedido debido a que al líder de la agrupación no le gustaba el estilo modernista de Dodo. Marmarosa formó equipo con el clarinetista Artie Shaw, con el que permaneció hasta noviembre de 1945, como parte de la banda The Gramercy Five.

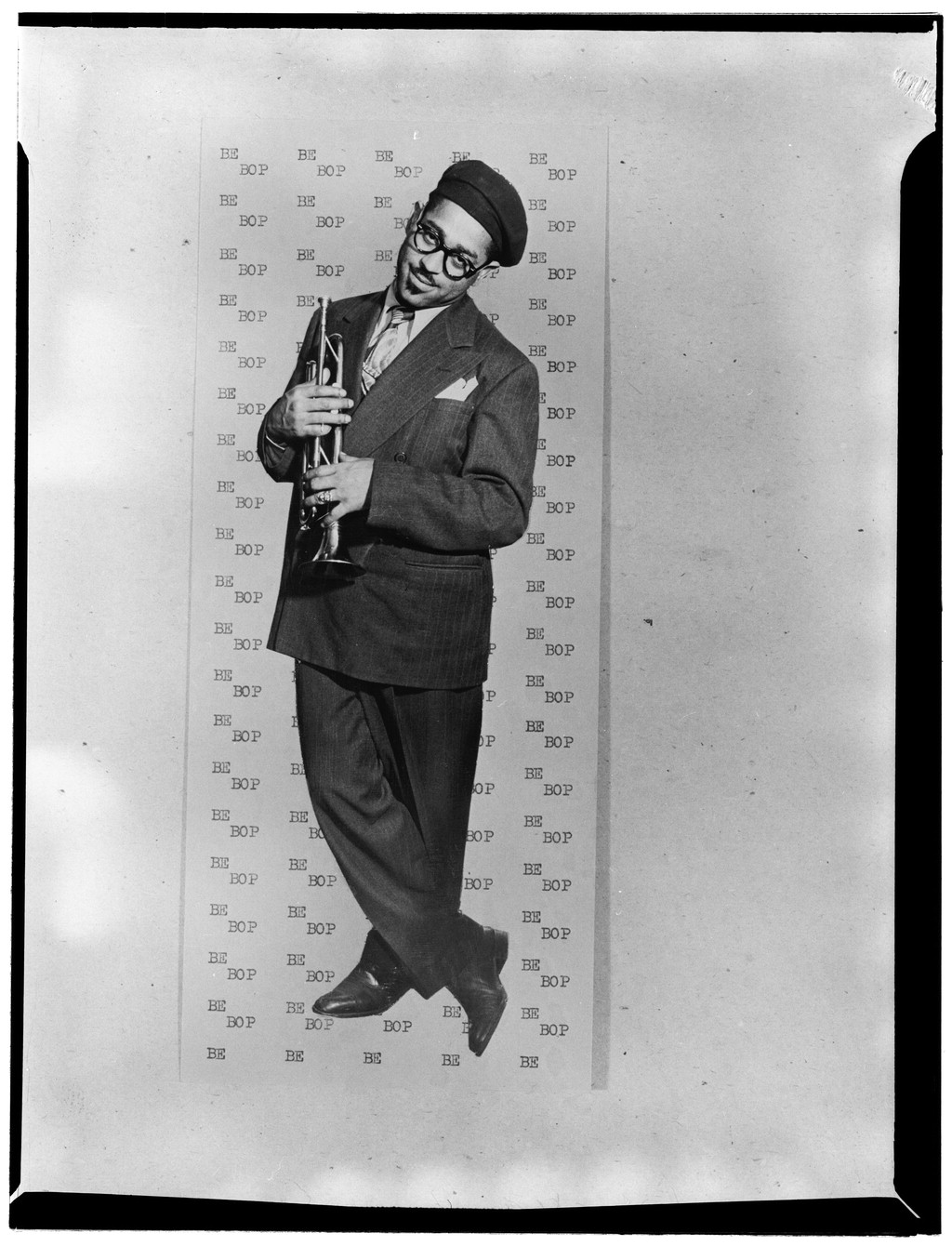
Dizzy Gillespie, líder del movimiento bebop, uno de los estilos de jazz practicados por Dodo Marmarosa.

Marmarosa empezó a interesarse en el bebop luego de conocer a los líderes de ese movimiento, Dizzy Gillespie y Charlie Parker. En 1945 se trasladó a la ciudad de Los Ángeles, California. Se convirtió en el pianista de las primeras grabaciones de Parker para Dial Records. Dos de las tres canciones grabadas, "Ornithology" y "Yardbird Suite", han sido incluidas en el Salón de la Fama de los Grammy.
Dodo realizó numerosas grabaciones entre 1945 y 1947 como músico de sesión, tanto en estilo bebop como en estilo swing. Líderes de esas sesiones incluyen a Wardell Gray, Lionel Hampton, Mel Tormé, Willie Smith, Lester Young, Slim Gaillard y Barney Kessel. Con escasas excepciones, sin embargo, Marmarosa raramente tocaba en vivo con los artistas con los que grababa. Entre las frecuentes sesiones de grabación, tocaba en algunos conciertos de jazz y como solista en clubes nocturnos.
Marmarosa hizo su primera grabación como líder de grupo en 1946, conformando un trío con Ray Brown como bajista y Jackie Mills en la batería, y como cuarteto con la adición del saxofonista Lucky Thompson. También grabó su única composición vocal, "I've Got News for You", ese mismo año. En 1947 lideró una sesión de trío con Harry Babasin en el chelo y Jackie Mills en la batería; en las que se consideran como las primeras grabaciones de pizzicatos de jazz con chelo. El mismo año, tocó algunos conciertos junto a Gene Norman, y ganó el premio "Nueva Estrella" de la revista especializada Esquire.
En la primavera de 1948 Marmarosa regresó a Pittsburgh por problemas de salud. Salió de gira nuevamente con "Scat" Davis entre abril y julio de 1949. En 1950 firmó un contrato con Savoy Records realizando algunas grabaciones para ellos. Sin embargo, su capacidad técnica empezó a disminuir.

### 1951–1959
Por casi una década, Marmarosa fue mucho menos activo como músico. En 1952, dos años después de casarse, Dodo se trasladó con su esposa y sus dos hijas a California. El matrimonio duró poco y el músico se trasladó nuevamente a Pittsburgh a finales de ese año. Su exesposa volvió a casarse y le pidió cambiar los nombres y apellidos de sus hijas a cambio de no exigirle ningún dinero de manutención. Siguiendo el consejo de sus padres, Marmarosa firmó los documentos. El hecho de no volver a ver a sus hijas de nuevo fue un fuerte golpe emocional para el músico.
Una gira de algunos meses con la banda de Charlie Spivak en 1953 precedió al alistamiento de Dodo al ejército de los Estados Unidos. Su experiencia en el ejército fue poco satisfactoria, debilitando aún más su precario estado emocional. De nuevo en Pittsburgh, donde tocó en algunos clubes locales desde 1956, el comportamiento de Marmarosa siguió siendo errático, a veces desapareciendo por semanas y regalando todo su dinero: "Parecía que estaba en el camino de la autodestrucción", comentó el trompetista Danny Conn. Algunas grabaciones amateur del pianista en Pittsburgh en 1958 fueron publicadas cuatro décadas después por Uptown Records.

### 1960–2002
Marmarosa partió para California en auto en 1960, pero por algunos problemas con el vehículo tuvo que detenerse en Chicago. El promotor Joe Segal organizó para él una sesión de grabación con Argo Records, pero el pianista partió repentinamente y la grabación tuvo que ser pospuesta por un año. Como resultado de estas sesiones se publicó el álbum Dodo's Back! en 1962. Leonard Feather describió esta producción como "de obligatoria escucha para cualquiera que tenga un serio interés en la historia del jazz moderno", sin embargo el álbum no pudo devolver al pianista la popularidad obtenida en sus años como músico de sesión de reconocidos artistas. Hizo sus últimas grabaciones en 1962. Una de esas producciones, el álbum Jug & Dodo, contenía colaboraciones con el saxofonista Gene Ammons y fue publicado por Prestige Records más de una década después. Otra de las producciones fue una colaboración con el trompetista Bill Hardman y fue publicada en 1988. El pianista alternó entre Chicago y Pittsburgh por un tiempo, para luego quedarse definitivamente en su ciudad natal.
Continuó haciendo presentaciones en Pittsburgh de manera muy irregular. Se presume que su última presentación en público ocurrió entre 1968 y 1970. Problemas con la diabetes lo llevaron a tomar la decisión de retirarse definitivamente de los escenarios. "Ni siquiera el resurgimiento del bebop en las décadas de 1970 y 1980 pudo hacerlo retornar a la música", reportó el diario The New York Times. En lo que restó de su vida, Marmarosa vivió entre el hogar de su hermana Doris y un hospital de veteranos, ambos en el área de Pittsburgh. Algunos de sus amigos culpan a la familia del músico por mantenerlo prácticamente recluido en su casa debido a la vergüenza que les causaban los problemas mentales de Dodo. Continuó tocando el piano en el sótano de su casa o en el hospital. Su madre falleció en 1995 y poco tiempo después su padre. Marmarosa murió de un ataque cardíaco el 17 de septiembre de 2002, en un hospital de veteranos en Pittsburgh.

## Estilo e influencia
El pianista Dick Katz comentó: "En la opinión de muchos, Dodo Marmarosa fue el pianista mejor dotado de toda la escena bebop. Bendecido con una técnica fluida, él desarrolló un estilo original que combinaba perfectamente con el idioma del bebop." El crítico de jazz Marc Myers, comparando a Marmarosa con otros pianistas del período bebop, observó que Dodo era "menos agresivo que Bud Powell y más expresivo y complejo que Al Haig."
El músico y crítico Brian Priestley escribió: "Lo que distinguía el trabajo de Dodo fue principalmente su sentido de la armonía y su conocimiento de las notas adicionales [...en bebop.] Muchos pianistas trataban de hacerlo, pero nadie pudo lograrlo de forma tan natural y fluida como Marmarosa." El pianista Cecil Taylor comentó en 1961 que el primer pianista moderno que realmente lo impresionó fue Dodo Marmarosa, junto a Charlie Barnet.

## Discografía

### Álbumes como líder/colíder
| Año de grabación | Título               | Discográfica | Notas |
| ---------------- | -------------------- | ------------ | --- |
| 1958–62          | Pitsburgh 1958       | Uptown       | La mayoría de canciones en trío, con Danny Mastri y Johnny Vance (bajo; separadamente), Henry Sciullo y Chuck Spatafore (batería; separadamente); algunas canciones en quinteto, con Danny Conn (trompeta), Carlo Galluzzo (saxofón tenor), Jimmy DeJulio (bajo), Spatafore (batería); todas en concierto; algunas canciones en quinteto, con Conn (trompeta), Buzzy Renn (saxofón alto), DeJulio (bajo), Spatafore (batería); publicado en 1997 |
| 1961             | Dodo's Back!         | Argo         | Trío, con Richard Evans (bajo), Marshall Thompson (batería) |
| 1962             | Jug & Dodo           | Prestige     | La mayoría de canciones en cuarteto, con Gene Ammons (saxofón tenor), Sam Jones (bajo), Marshall Thompson (batería); algunas canciones en trío, sin Ammons |
| 1962             | The Chicago Sessions | Argo         | Cuarteto, con Bill Hardman (trompeta), Richard Evans (bajo), Ben Dixon (batería); publicado en 1988 |

### Álbumes como músico de sesión
| Año de grabación | Líder        | Título            | Discográfica | Notas             |
| ---------------- | ------------ | ----------------- | ------------ | ----------------- |
| 1960             | Johnny Janis | Jazz Up Your Life | Starwell     | Publicado en 2006 |

### Sencillos como líder/colíder
| Año de grabación | Título                                                                 | Discográfica | Notas |
| ---------------- | ---------------------------------------------------------------------- | ------------ | --- |
| 1946             | "Mellow Mood"/"How High the Moon"                                      | Atomic       | "Mellow Mood": trío, con Ray Brown (bajo), Jackie Mills (batería); "How High the Moon": cuarteto, con Lucky Thompson (saxofón tenor) |
| 1946             | "I Surrender Dear"/"Dodo's Blues"                                      | Atomic       | "Dodo's Blues": trío, con Ray Brown (bajo), Jackie Mills (batería); "I Surrender Dear": cuarteto, con Lucky Thompson (saxofón tenor) |
| 1946             | "Raindrops"/"I've Got News for You"                                    | Atomic       | Trío, con Barney Kessel (guitarra), Gene Englund (bajo)                                                                              |
| 1947             | "Lover"/"Dary Departs", "Trade Winds"/"Bopmatism"                      | Dial         | Trío, con Harry Babasin (bajo, chelo), Jackie Mills (batería)                                                                        |
| 1950             | "My Foolish Heart"/"Why Was I Born?", "Blue Room"/"The Night Is Young" | Savoy        | Trío, con Thomas Mandrus (bajo), Joe "Jazz" Wallace (batería)                                                                        |

### Sencillos como músico de sesión
| Año de grabación | Líder          | Título | Discográfica |
| ---------------- | -------------- | --- | ------------ |
| 1943             | Charlie Barnet | "The Moose", "Pow-Wow", "Sittin' Home Waitin' for You", "Strollin'" | Decca        |
| 1944             | Charlie Barnet | "Bakiff", "West End Blues", "In There", "Saltin' Away My Sweet Dreams", "Baby Won't You Please Come Home", "The Great Lie", "The Jeep Is Jumpin'", "Blue Moon", "In a Mellotone", "My Heart Isn't in It", "Drop Me Off in Harlem", "Gulf Coast Blues", "Flat Top Flips His Lid", "Skyliner", Sharecroppin' Blues", "Come Out, Come Out, Wherever You Are" | Decca        |
| 1944             | Gene Krupa     | "Hodge Podge", "Liza" | V-Disc       |
| 1944             | Tommy Dorsey   | "You Brought a New Kind of Love to Me", "Opus One", "Swing High" | Lang-Worth   |
| 1944             | Tommy Dorsey   | "For All We Know", "I'm Nobody's Baby" | V-Disc       |
| 1944             | Artie Shaw     | "Ac-cent-tchu-ate the Positive", "Lady Day", "Jumpin' on the Merry-Go-Round" | RCA-Victor   |
| 1945             | Artie Shaw     | "I'll Never Be the Same", "Can't Help Lovin' 'Dat Man", "'S Wonderful", "Bedford Drive", "The Grabtown Grapple", "September Song", "But Not for Me", "Summertime", "Easy to Love", "Time on My Hands", "Tabu", "A Foggy Day", "These Foolish Things", "I Could Write a Book", "Thrill of a Lifetime", "Kasbah", "Lament", "(My) Lucky Number", "Love Walked In", "Soon", "Keepin' Myself for You", "No One But You", "Natch", "That's for Me", "They Can't Take That away from Me", "Our Love Is Here to Stay", "I Was Doing All Right", "Someone to Watch Over Me", "Things Are Looking Up", "The Maid with the Flaccid Air", "No One But You", "They Didn't Believe Me", "Dancing on the Ceiling", "I Can't Get Started", "Just Floatin' Along", "Yolanda", "I Can't Escape from You", "Scuttlebutt", "The Gentle Grifter", "Mysterioso", "Hop, Skip and Jump" | RCA-Victor   |
| 1945             | Artie Shaw     | "Let's Walk", "Love of My Life", "Ghost of a Chance", "How Deep Is the Ocean", "The Glider", "The Hornet" | Musicraft    |
| 1945             | Corky Corcoran | "What Is This Thing Called Love", "Minor Blues", "You Know It" | Keynote      |
| 1945             | Lem Davis      | "Nothin' from Nothin'", "My Blue Heaven" | Sunset       |
| 1945             | Gladys Hampton | "Four Squares Only", "Star Time" | Hamp-Tone    |
| 1945             | Slim Gaillard  | "Laguna", "Dunkin' Bagel", "Boogin' at Berg's", "Don't Blame Me" | Bee-Bee      |
| 1945             | Slim Gaillard  | "Atomic Cocktail", "Yep-Roc Heresay", "Penicillin Boogie", "Jumpin' at the Record Shop", "Drei Six Cents", "Minuet in Vout", "Tee Say Malee" | Atomic       |
| 1945             | Slim Gaillard  | "Baby Won't You Please Come Home", "Groove Juice Jive", "The Hop", "Three Handed Boogie" | Cadet        |
| 1945             | Slim Gaillard  | "Dizzy Boogie", "Flat Foot Floogie", "Popity Pop", "Slim's Jam" | Bel-Tone     |
| 1945             | Barney Kessel  | "Atom Buster", "What Is This Thing Called Love", "Slick Chick", "The Man I Love" | Atomic       |
| 1945             | Lester Young   | "D.B. Blues", "Lester Blows Again", "These Foolish Things", "Jumpin' at Mesner's" | Philo        |
| 1946             | Slim Gaillard  | "Chicken Rhythm", "Santa Monica Jump", "Mean Pretty Mama", "School Kids Hop" | Bel-Tone     |
| 1946             | Slim Gaillard  | "Ya Ha Ha", "Carne", "Ding Dong Oreneey", "Buck Dance Rhythm" | Four Star    |
| 1946             | Charlie Parker | "A Night in Tunisia", "Ornithology", "Yardbird Suite", "Moose the Mooche" | Dial         |
| 1946             | Boyd Raeburn   | "Boyd Meets Stravinsky" | Jewell       |
| 1946             | Ella Mae Morse | "That's My Home" | Capitol      |
| 1946             | Artie Shaw     | "Changing My Tune", "For You, for Me, for Evermore", "And So to Bed", "Connecticut", "Don't You Believe It, Dear", "It's the Same Old Dream", "I Believe", "When You're Around" | Musicraft    |
| 1946             | Mel Tormé      | "One for My Baby", "A Little Kiss Each Morning", "Dream Awhile", "There's No Business Like Show Business", "It's Dreamtime", "You're Driving Me Crazy!", "Who Cares What People Say", "I'm Yours" | Musicraft    |
| 1946             | Howard McGhee  | "Midnight at Minton's", "Dialated Pupils", "High Wind in Hollywood", Up in Dodo's Room" | Dial         |
| 1946             | Lyle Griffin   | "Flight of the Vout Bug", "Deep in the Blues", "It Shouldn't Happen", "Big Chief Albuquerque" | Atomic       |
| 1946             | Wardell Gray   | "Dell's Bells", "One for Prez", "The Man I Love", "Easy Swing" | Sunset       |
| 1947             | Charlie Parker | "Relaxin' at Camarillo", "Cheers", "Carvin' the Bird", "Stupendous" | Dial         |
| 1947             | Lucky Thompson | "Just One More Chance", "From Dixieland to Be-Bop", "Boulevard Bounce", "Boppin' the Blues" | RCA-Victor   |
| 1947             | Lucky Thompson | "Dodo's Bounce", "Dodo's Lament", "Slam's Mishap", "Schuffle That Ruff", "Smooth Sailing", "Commercial Eyes" | Downbeat     |
| 1947             | Slim Gaillard  | "Momma's in the Kitchen", "(I Don't Stand) A Ghost of a Chance", "Little Red Riding Wood", "Puerto Vootie", "Down by the Station", "Communications", "Three Little Words" | MGM          |
| 1947             | Lionel Hampton | "Cherokee", "Re-bop and Be-bop", "Zoo-Baba-Da-Oo-Ee" | Decca        |
| 1947             | Willie Smith   | "Not So Bop Blues", "Tea for Two" | Mercury      |
| 1947             | Red Norvo      | "Bop" | Capitol      |
| 1947             | Miss Danna     | "Black and Blue", "Remember I Knew You When" | IRRA         |

Fuentes principales:

## Filmografía
- Thrill of a Romance (grabada en 1944; publicada en 1945)[4]